# Didier Dubois
Didier Dubois (ur. 22 maja 1957 w Malo-les-Bains) – francuski lekkoatleta, sprinter, medalista halowych mistrzostw Europy i dwukrotny olimpijczyk.

## Kariera sportowa
Zdobył złoty medal w sztafecie 4 × 400 metrów (która biegła w składzie: Robert Froissart, Dubois, Jacques Fellice i Francis Demarthon) oraz srebrny medal w biegu na 400 metrów (przegrywając jedynie z Demarthonem) na igrzyskach śródziemnomorskich w 1979 w Splicie. Wystąpił na igrzyskach olimpijskich w 1980 w Moskwie, gdzie odpadł w półfinale biegu na 400 metrów, a także zajął 4. miejsce w sztafecie 4 × 400 metrów (biegła w składzie: Fellice, Froissart, Dubois i Demarthon). Odpadł w półfinale biegu na 400 metrów na halowych mistrzostwach Europy w 1981 w Grenoble. Na mistrzostwach Europy w 1982 w Atenach odpadł w półfinale biegu na 400 metrów, a sztafeta 4 × 400 metrów w składzie: Paul Bourdin, Aldo Canti, Dubois i Pascal Barré zajęła 7. miejsce w finale.
Zdobył brązowy medal w biegu na 400 metrów na halowych mistrzostwach Europy w 1984 w Göteborgu, przegrywając jedynie z reprezentantem Związku Radzieckiego Siergiejem Łowaczowem i Włochem Roberto Tozzim. Odpadł w eliminacjach sztafety 4 × 400 metrów (w składzie: Yann Quentrec, Fellice, Canti i Dubois) na igrzyskach olimpijskich w 1984 w Los Angeles.
Był mistrzem Francji w biegu na 400 metrów w 1980 oraz wicemistrzem na tym dystansie w 1979, 1981 i 1982. W hali był wicemistrzem w tej konkurencji w 1984 i brązowym medalistą w 19813.
Rekord życiowy Duboisa w biegu na 400  metrów wynosił 46,10 s, ustanowiony 21 czerwca 1980 w Thonon-les-Bains.